# 술라웨시벌거숭이등과일박쥐
술라웨시벌거숭이등과일박쥐(Dobsonia exoleta)는 큰박쥐과에 속하는 박쥐의 일종이다. 인도네시아의 토착종이다.